# Arhina barkulensis
Arhina barkulensis är en kräftdjursart som beskrevs av Walter E. Collinge 1915. Arhina barkulensis ingår i släktet Arhina och familjen Philosciidae. Inga underarter finns listade i Catalogue of Life.